# Saint-Agapit
Saint-Agapit è un comune del Canada, situato nella provincia del Québec, nella regione di Chaudière-Appalaches.